# 帝俊
帝夋（ていしゅん）は、上古の中国神話に登場する東方の天帝。帝俊とも書く。羲和（太陽の女神）と常羲（月の女神）は帝夋の妻である。
帝俊、帝舜、帝嚳は同一人物と思われる。帝俊のモデルも昊天上帝である可能性があり、帝俊と帝嚳の神話を伝えている国も周人の末裔である。
『山海経』（せんがいきょう）の「大荒西経」より「帝嚳」の異名を持つ。炎帝に属し東夷百越の先祖にあたる。黄帝・顓頊と共に伝説の五帝を始祖とする。鳥や蛇や太陽を崇めて断髪文身とお歯黒の習慣がある越人の始祖である。

## 宗室

### 后妃
- 常羲（常儀）[10]
- 羲和
- 娥皇[11]
- 女英[11]

### 子孫
- 中容[12]
- 黑齒[12]
- 帝鴻[12]
- 晏龍
  - 司幽[12]
- 三身
  - 義均（商均）
- 季釐（季貍）
- 后稷
- 台璽
  - 叔均[13]
- 禺號
  - 淫梁[14]